# یایو (ترانه لانا دل ری)
«یایو» ترانه‌ای از خواننده و ترانه‌نویس آمریکایی لانا دل ری است. این ترانه در اولین آلبوم چندآهنگه او با عنوان بکش بکش، نخستین آلبوم استودیویی خود و سومین ای‌پی خود به عنوان بهشت ظاهر شده‌است. پس از انتشار سومین ای‌پی خود، این ترانه در فرانسه وارد جدول فروش شد. دل ری قبل از امضای قرارداد با یک مارک بزرگ ضبط، یک ویدیو ویدیوی خود تولید شده برای «یایو» را منتشر کرد. این ترانه به‌طور فراگیر مورد تحسین قرار گرفت، بسیاری از منتقدان گفتند که این ترانه یکی از بهترین ترانه‌هایی است که دل ری تاکنون سروده‌است و صدای دل ری را ستوده‌اند. این ترانه که تا به امروز در سه آلبوم دل ری حضور دارد، یکی از معدود ترانه‌هایی است که صرفاً توسط وی ساخته شده‌است. نسخه اصلی ترانه از طریق 5 Point Records منتشر شد و توسط دیوید کهن تولید شد و بعداً توسط امیلی هینی و دن هرث بازسازی شد.